# Say It Isn't So (The Outfield)
Say It Isn't So is een nummer van de Britse rockband The Outfield uit 1985. Het is de eerste single van hun debuutalbum Play Deep.
Say It Isn't So wist, naast een 18e positie bij de Amerikaanse Hot Mainstream Rock Tracks, nergens de hitlijsten te behalen. Opvolger Your Love was een stuk succesvoller.